# Elegia Naniwy
Elegia Naniwy (jap. 浪華悲歌 / Naniwa erejî) – japoński dramat filmowy z 1936 roku w reżyserii Kenjiego Mizoguchiego. Historia młodej kobiety o imieniu Ayako, która poświęca się dla dobra rodziny, zostając kochanką swego szefa Asai.